# Головатий Сергій Петрович
Сергі́й Петро́вич Голова́тий  (нар. 29 травня 1954 року, Одеса) — український юрист, науковець і політик, суддя Конституційного Суду України у 2018—2024 роках, а з 29 грудня 2020 року по 29 травня 2024 року — виконувач обов'язків Голови Конституційного Суду України. Народний депутат України I—VI скликань, міністр юстиції України в 1995—1997 та 2005—2006 роках. Колишній член КПРС. У Верховній Раді України входив до депутатських фракцій і груп (зокрема, «Наша Україна», БЮТ, Партія регіонів).

## Життєпис
Народився 29 травня 1954 року в Одесі, українець. Батько Петро Харитонович (1922) — інвалід війни, викладач військової підготовки в школі, пенсіонер; мати Надія Тимофіївна (1930) — вчителька російської мови і літератури, пенсіонерка.
1955 року батьки (обоє — родом із Шевченкового краю, села Вільшани, що поблизу Моринець і Шевченкового/Кирилівки на Черкащині) у зв'язку із переведенням батька на інвалідність (унаслідок контузії, отриманої під час Другої Світової війни) та звільненням з лав ЗС СРСР переїхали на проживання до Сміли на Черкащині.
Освіта вища, У 1977 р. закінчив Київський державний університет, факультет міжнародних відносин та міжнародного права, юрист-міжнародник, референт-перекладач англійської мови. Кандидат юридичних наук з 1980 р.
У 1981—1987 роках — викладач кафедри міжнародного права факультету міжнародних відносин і міжнародного права Київського державного університету.
- Жовтень 1971 року — серпень 1972 року — робітник Смілянського хлібокомбінату Черкаської області.
- Серпень 1972 року — червень 1977 року — студент, вересень 1977 року — березень 1978 року — старший інженер групи прийому іноземних спеціалістів ректорату, березень 1978 року — жовтень 1980 року — аспірант Київського університету імені Тараса Шевченка.
- Листопад 1980 року — червень 1986 року — молодший науковий працівник, червень 1986 року — лютий 1988 року — старший науковий працівник Інституту соціальних та економічних проблем зарубіжних країн АН УРСР.
- Лютий — липень 1988 року — старший науковий працівник Тимчасового молодіжного творчого колективу «Закон про молодь» Науково-дослідного центру Вищої комсомольської школи при ЦК ЛКСМУ.
- Липень 1988 року — серпень 1990 року — старший науковий працівник Інституту соціальних і економічних проблем зарубіжних країн АНУ УРСР.
- Лютий 1989 року — співзасновник Товариства української мови імені Тараса Шевченка.

## Освіта
Із 1961 по 1971 рр. — здобував середню освіту у Смілянській середній школі № 1, яку закінчив із золотою медаллю. По закінченню школи спробував вступити до Московського державного інституту міжнародних відносин (МДІМВ).
Вищу освіту здобув, закінчивши з відзнакою (червоний диплом) факультет міжнародних відносин та міжнародного права КДУ за спеціальністю «міжнародне право» (1972—1977).
По закінченні університету — за розподілом працював на посаді старшого інженера групи прийому іноземних спеціалістів у ректораті КДУ (1972—1977) та продовжував навчання, вступивши до аспірантури (на заочну форму) на кафедрі історії і права країн Азії, Африки і Латинської Америки. Від березня 1978 р. продовжував навчання там в аспірантурі там же — за очною формою (стаціонар).
У грудні 1980 р. захистив дисертацію на здобуття наукового ступеня «кандидат юридичних наук» за спеціальністю «міжнародне право». У 2009 р. рішенням Вченої ради Київського університету імені Т. Шевченка за підсумками захисту дисертації — присвоєно науковий ступінь «доктор юридичних наук» за спеціальністю «теорія та історія держави і права; історія політичних і правничих учень».

## Трудова діяльність
Розпочав трудову діяльність, працюючи укладачем готової продукції Смілянського хлібокомбінату (1971—1972). Основні етапи наступного періоду трудової діяльності включають роботу в Інституті соціальних та економічних проблем зарубіжних країн АН УРСР на посадах молодшого наукового (1980—1987) та старшого наукового (1987—1990) працівника. У 1988 р. був відряджений для роботи (на посаді старшого наукового працівника) у складі Тимчасового творчого науково-дослідницького колективу «Закон про молодь», утвореного на базі Науково-дослідницького центру Вищої комсомольської школи при ЦК ВЛКСМ.
За рішенням Президії Академії наук СРСР (1988 р.) отримав вчене звання — старший науковий працівник (за спеціальністю «міжнародне право»).
- Із 1981 р. по 1985 р. працював (на умовах сумісництва) викладачем кафедри міжнародного права Факультету міжнародних відносин і міжнародного права КДУ.
- У 2011—2013 рр. — професор кафедри теорії права юридичного факультету КНУ.
- Із 1 серпня 2024 року — професор Університету «Київська школа економіки».

## Громадсько-політична діяльність
Громадсько-політичну діяльність розпочав наприкінці 1988 р., приєднавшись до заснування у березні 1989 р. Товариства української мови ім. Шевченка та у вересні 1989 р. Народного руху України. Брав участь у складанні установчих документів Товариства та Програми і Статуту Руху.
Балотуючись до Верховної Ради Української УРСР на політичній платформі Руху, вперше був обраний до українського парламенту в березні 1990 р., і як наслідок — Секретаріат ЦК КПУ виключив з лав КПРС з формулюванням: «За сепаратистські настрої та спробу створити альтернативну до КПРС партію». Відтоді і по червень 2014 р. — позапартійний. Від червня по грудень 2014 р.— член політичної партії «Сила і честь» (член політради партії).
У рамках громадської діяльності обирався на керівні посади у громадських організаціях правничої професії національного та міжнародного рівнів як:
- президент Асоціації українських правників (1990—1995),
- президент Світового конгресу українських юристів (1992—1994),
- президент Української правничої фундації (1992—2009).

Очолюючи УПФ, ініціював заснування Українського центру прав людини (1993), часопису «Українське право» (1994), Українського центру правничих студій (1995), щоквартального журналу «Практика Європейського Суду з прав людини» (1999).
Був ініціатором заснованої указом Президента України у 1994 р. нової української традиції щорічно 8 жовтня відзначати як єдине професійне свято усіх правників церемонією «Відкриття Року Права».

## Робота у ВРУ
Був обраний народним депутатом України у шести скликаннях Верховної Ради України (1990, 1994, 1998, 2002, 2006, 2007 рр.).
- Нардеп 12(1)-го скликання з березня 1990 р. (2-й тур) до квітня 1994 р. по Сирецькому виборчому округу № 18, м. Київ. На час виборів: старший науковий працівник Інституту соціальних та економічних проблем зарубіжних країн АНУ УРСР, член КПРС до березня 1990 р.
- Нардеп 2-го скликання з березня 1994 р. (1-й тур) по Сирецькому виборчому округу № 19, місто Київ, висунутий виборцями. Голова підкомісії з європейських зв'язків Комісії у закордонних справах і зв'язках з СНД. Член групи «Реформи» (4 липня 1996 р. — ВР достроково припинила повноваження народного депутата згідно з поданою заявою).
- Нардеп 3-го скликання з березня 1998 р. по квітень 2002 р. по виборчому округу № 222, місто Київ від виборчого блоку «Вперед, Україно!». На час виборів: президент Благодійного фонду «Українська правнича фундація», безпартійний. Член Комітету у закордонних справах і зв'язках з СНД (з липня 1998, з 2000 — Комітет у закордонних справах). Член групи «Незалежні» (липень 1998 — березень 2000).
- Нардеп 4-го скликання з квітня 2002 р. по жовтень 2005 р. від Блоку Тимошенко, № 12 в списку. На час виборів: народний депутат України, безпартійний. Член фракції Блоку Юлії Тимошенко (травень 2002 — вересень 2005), позафракційний (вересень — жовтень 2005). Голова підкомітету з питань Конституції, конституційності законодавчих актів та конституційного судочинства (з конституційних питань) Комітету з питань правової політики (з червня 2002). Склав депутатські повноваження 20 жовтня 2005.
- Нардеп 5-го скликання з квітня 2006 р. по листопад 2007 р. від Блоку «Наша Україна», № 43 в списку. На час виборів: Міністр юстиції України, безпартійний. Член фракції Блоку «Наша Україна» (з квітня 2006). Член Комітету з питань правосуддя (з липня 2006).
- Нардеп 6-го скликання з листопада 2007 р. по грудень 2012 р. від Партії регіонів, № 93 в списку. На час виборів: народний депутат України, безпартійний. Член фракції Партії регіонів (з листопада 2007). Член Комітету з питань правової політики (з грудня 2007), голова підкомітету з питань Конституції, Конституції АР Крим, конституційності законодавчих актів та конституційного судочинства (з січня 2008).
- З 1992 р. по 1996 р. був членом Комісії з опрацювання проєкту нової Конституції України, а з лютого 2008 р. — член Національної конституційної ради[3]
- З весни 2015 року член Конституційної Комісії[4]. 2 лютого 2016 року був призначений заступником члена Європейської Комісії «За демократію через право»[5]

### Роботи
- Співавторство Декларації про державний суверенітет України (1990).
- Співавторство Акта проголошення незалежності України (1991)
- Ідея «малої конституції» та спосіб її практичного упровадження шляхом укладання Конституційного договору між Президентом та Верховною Радою (1995).
- Опрацювання як авторських та ухвалених ВРУ — Закону України «Про правонаступництво України» (1991) і Закону України «Про виконання рішень та застосування практики Європейського Суду з прав людини» (2006).
- Ініціювання декриміналізації наклепу, схвалене в рамках нового Кримінального кодексу України (2001).
- Ініціювання заборони смертної кари в України шляхом підготовки і внесення відповідного подання до Конституційного Суду та обстоювання його в Суді (рішення КСУ № 1999 р.).
- Авторство ухвалених у 1996 р. формул статті 8 (частини першої: «В Україні визнається і діє принцип верховенства права») та статті 10 (частини третьої: «В Україні гарантується вільний розвиток, використання і захист російської, інших мов національних меншин України») Конституції України.
- Співавторство нового Цивільного кодексу України (2003), Кодексу адміністративного судочинства (2004).
- 2012 р. подав до ВРУ законопроєкт «Про функціонування української мови як державної та застосування інших мов в Україні» (реєстр. № 11075 від 13.08.2012; нова редакція — реєстр. № 1233 від 10.01.2013).
- Від 30 червня 2015 р. по квітень 2017 р. — радник Голови Верховної Ради України (з конституційних питань)

## Робота в Кабміні України
- Працював на посаді міністра юстиції у складі трьох урядів (1995—1996; 1996—1997; 2005—2006).
- З 27 вересня 1995 року — Міністр юстиції України (указ Президента № 886/95)[6].
- З 12 липня 1996 року — Міністр юстиції України (указ Президента № 542/96)[7].
- З 27 вересня 2005 року — 4 серпня 2006 року — Міністр юстиції України (указ Президента № 1425/2005)[8].
- На посаді міністра юстиції ініціював заснування Української кодифікаційної комісії (1995 р.) та Української комісії з питань правничої термінології (1995).

## Робота в Конституційному Суді
- 27 лютого 2018 року призначений суддею Конституційного Суду України[9]. 2 березня склав присягу і приступив до виконання суддівських обов'язків[10].
- Голова Постійної комісії з правничої термінології Конституційного Суду України[11].
- Заступник Голови Конституційного Суду України з 17 вересня 2019 року[12].
- Від 29 грудня 2020 року — виконувач обов'язків Голови Конституційного Суду України відповідно до статті 33 Закону України «Про Конституційний Суд України»[13].
- 30 травня 2024 року припинено повноваження у зв'язку з досягненням 70-річного віку[14]

## Інші державні органи
- Голова Української комісії з питань правничої термінології (1995—2000).
- Голова Комісії з питань підготовки проєкту нового Цивільного кодексу (1995—1997).
- Голова робочої групи з підготовки нового Адміністративного кодексу (1997).
- Голова Національної комісії зі зміцнення демократії та утвердження верховенства права (2005—2007)[15].
- Голова Комісії зі зміцнення демократії та утвердження верховенства права (2010—2015)[16].
- Член Вищої ради юстиції (2005—2006).
- Член Ради національної безпеки і оборони України (1996—1997 та 2006 роки)[17].
- Керівник делегації України до ФРН для участі в юридичних консультаціях у «Нормандському форматі» з питань імплементації Мінських домовленостей (20 серпня 2015 року.).
- 27 лютого 2018 року призначений суддею Конституційного Суду України[9]. 2 березня склав присягу і приступив до виконання судівських обов'язків[10].
- Від 15 грудня 2022 року — член колегії Національної комісії зі стандартів державної мови.[джерело?]

## Робота в Парламентській Асамблеї Ради Європи (ПАРЄ)
Від 1995 р. безперервно перебував у складі української делегації до Парламентської Асамблеї Ради Європи (ПАРЄ), де обіймав посади:
- Віце-президента ПАРЄ (2006—2009);
- Голови Комітету з правил процедури та імунітетів (2002—2005);
- Голови Комітету з юридичних питань і прав людини (2005—2006);
- Голови Комітету з дотримання державами-членами Ради Європи обов'язків та зобов'язань (Моніторинговий комітет, 2008—2010);
- Заступника голови Комітету з юридичних питань та прав людини (із січня 2010 року).

Із січня 2002 р. по січень 2010 р. — член Бюро ПАРЄ. У 2009 р. входив до складу Номінаційного комітету з присудження премії ПАРЄ в галузі прав людини.
На посаді голови Моніторингового комітету ПАРЄ 2008 року ініціював вивчення і розгляд Асамблеєю питання про подолання дискримінаційного стану, що його зазнав Вселенський Патріархат в Константинополі (Стамбулі) внаслідок політики Турецької держави. За його особистого сприяння Турецька держава відновила юридичні права Його Святості Варфоломія І в статусі Вселенського Патріарха, а також повернула юридичні права, зокрема майнові, Вселенському Патріархатові.

## Робота у Венеційській комісії
- Упродовж 1995—2001 рр. та 2005—2009 рр. був членом Європейської Комісії «За демократію через право» (Венеційська комісія РЄ) від України[19].
- У 1997—2001 рр. — віце-президент та член Бюро Венеційської Комісії.
- Із січня 2010 р. по січень 2013 р. — представник Парламентської Асамблеї Ради Європи у Венеційській Комісії.
- 2 лютого 2016 — 16 березня 2017 — заступник члена Європейської Комісії «За демократію через право» (Венеційська комісія РЄ)[20].
- Від 16 березня 2017 року — член Європейської Комісії «За демократію через право» (Венеційська Комісія)[21].
- Залучався як експерт Венеційської Комісії до конституційного процесу (консультування відповідних Конституційних комісій під час напрацювання нових конституцій за наслідками подій «Арабської весни») в Лівії — після падіння режиму Каддафі (2012; у Єгипті — після падіння режиму Мубарака (2013); в Тунісі — після падіння режиму Бен Алі (2014).
- 2017 року — доповідач Венеційської Комісії щодо проєкту Закону про зміни до Конституції Молдови, що їх ініціював президент Молдови Додон.
- Від грудня 2017 року — віцепрезидент підкомісії з правовладдя («верховенства права») Венеційської Комісії[22].
- Від квітня 2019 року  по грудень 2021 року — член Розширеного бюро Венеційської комісії, президент підкомісії з правовладдя («верховенства права») Венеційської Комісії.
- 15 квітня 2021 року був перепризначений членом Європейської Комісії «За демократію через право» (Венеційська комісія РЄ) від України[23].
- Від 11 грудня 2021 по 6 грудня 2023 року — член Бюро Венеційської Комісії[24].
- Від 6 грудня 2023 року — президент підкомісії з правовладдя («верховенства права»), член Розширеного бюро Венеційської комісії[25].

## Наукова діяльність
- Член-кореспондент Академії правничих наук України (від 1996 р.)
- Член Міжнародної асоціації конституційного права (від 2008 р.)
- Член редколегії юридичного журналу «Право України» (від 2013 р.)
- Член Наукової ради юридичного журналу «Право України» (від 2017 р.)
- Член Ради з питань утвердження, захисту, збереження та популяризації історії Української державності Наукового центру Української державності імені професора Володимира Кульчицького Національної академії правових наук України (із 31 січня 2025 р.)

### Напрямки наукової діяльності
- міжнародне публічне право
- теорія права
- конституційне право
- людські права
- українська правнича термінологія

Брав участь в багатьох міжнародних конференціях, семінарах симпозіумах з питань міжнародного права, конституційного права, демократії, правовладдя людських прав, верховенства права.
Опублікував понад 200 наукових праць з питань міжнародного та конституційного права. Головною публікацією є монографія: «Верховенство права»: Монографія (у трьох книгах) (К., 2006; 1747 стор.), на яку є два посилання в спеціальній Доповіді Венеційської Комісії про верховенство права. Другою працею Сергія Головатого є книга «Про людські права. Лекції» (К.: ДУХ І ЛІТЕРА, 2016, 760 стор.). Третьою моногорафією є книга «Щодо мови правничої» (Київ.: Наш Формат, 2024, 1016 стор.)

### Діяльність у сфері української правничої термінології
- Голова Української комісії з питань правничої термінології (1995—2000 рр.);
- Голова Постійної комісії з правничої термінології Конституційного Суду України (2018—2024 рр.);
- Керівник Центру правничої термінології Національної академії правових наук України (із 24 травня 2024 р.).

Автор нового українського слова правовладдя — як досконалішого варіанту передавання сутності поняття «the Rule of Law» (що на початку 1990-х років українською було ним же запроваджено як «верховенство права»).
Автор перекладу українською мовою документа Венеційської Комісії «Report on the Rule of Law» (CDL-AD (2011) 003rev) під назвою «Доповідь про правовладдя» та коментаря до цієї доповіді. Автор перекладу українською мовою документа Венеційської комісії «Rule of Law Checklist» (CDL-AD (2016) 007) під назвою «Мірило правовладдя».
Автор вступної статті про правовладдя під заголовком «Вимірювати, здавалося б, незміренне» в колективній праці. Один з укладачів видання «Мовний коментар до Конституції України та інших нормативних актів» (2025).

### Наукова діяльність за кордоном
- упродовж липня-грудня 2001 р. — науковий дослідник Інституту Макса Планка з порівняльного публічного права і міжнародного права (м. Гайдельберг, Німеччина);
- упродовж вересня 2002 р. — червня 2003 р. — старший науковий дослідник Школи права Єльського університету за Програмою обмінів Фулбрайта (м. Нью Гейвен, США);
- упродовж листопада 2013 р.- березня 2014 р. — науковий дослідник Інституту Макса Планка із зарубіжного та міжнародного кримінального права (м. Фрайбург, Німеччина).

## Нагороди та звання
- 1985 — медаль та диплом Академії наук УРСР на конкурсі найкращих робіт молодих вчених Академії наук УРСР за монографію «200-мильна економічна зон у Світовому океані: міжнародно-правові проблеми».
- 1995 — «Заслужений юрист України»[32].
- 1998 — медаль Патріарха Мстислава (УАПЦ).
- 2005 — Орден князя Ярослава Мудрого V ступеня[33].
- 2005 — Почесна Грамота ВРУ.
- 2008 — медаль «Pro Merito» («За заслуги») Венеційської комісії Ради Європи.
- 2009 — Орден Святого Рівноапостольного князя Володимира Великого III ступеня (УПЦ КП).
- 2013 — медаль «Pro Merito» («За заслуги») Парламентської Асамблеї Ради Європи із одночасним присвоєнням титулу «Почесний партнер Парламентської Асамблеї Ради Європи».
- 2019 — Благословенна Грамота «За заслуги перед Помісною Українською Православною Церквою та побожним народом»
- 14 липня 2020 — Відзнака Верховної Ради України «30 років Декларації про Державний суверенітет України».
- 26 жовтня 2022 — Грамота Київського військового госпіталю «За патріотизм, активну участь у благодійній роботі в інтересах лікування поранених військовослужбовців-захисників України та посилення матеріальної бази госпіталю виробами медичного призначення».
- 2024 — Орден Святого вмч. Юрія Переможця за віддане служіння Богові й Україні та жертовність у захисті добра і правди (Православна церква України).
- 2024 — Почесна відзнака Асоціації правників України (АПУ) «За честь та професійну гідність».
- 2025 — Грамота Верховної Ради України «За заслуги перед Українським народом»